# 和島英樹のウィークエンド株!
和島英樹のウィークエンド株!（わじまひできのウィークエンドストック）は、ラジオNIKKEIが放送している、株式投資情報のラジオ番組。

## 放送時間
- ラジオNIKKEI第1放送/インターネット・ライブストリーミング/ケータイ ライブ1（NTTドコモ向けiアプリ）
毎週金曜日　18:00-18:45（原則、ラジオNIKKEI本社第2スタジオから生放送）
- 放送終了後には、生放送と完全同内容を、ポッドキャスティングとして、配信している。

## 出演者
- 和島英樹（ラジオNIKKEI兜倶楽部記者）
- 福永博之（IFTA国際検定テクニカルアナリスト）
- 叶内文子（フリーアナウンサー）

## 概要
2002年4月5日スタート。前身に「和島英樹のマーケット・ブランチ」（第1放送 土曜9:30-9:50。2002年1月12日～3月30日=全12回）があり、出演者、及び番組スタイルは基本的に変わっていない。なお、当番組スタート時は30分番組（18:00-18:30）であったが、2004年4月9日から現在の45分番組に拡大されている。2008年3月21日に、放送300回を達成。

同局の看板株式記者である和島英樹が、注目銘柄を取り上げるコーナーと、提供スポンサーのインターネット取引ソフトを使いながら、福永博之がテクニカル分析をしていくコーナーが開始当初からの柱。

番組で取り上げた内容は、番組ブログや同局携帯公式サイトでも掲載される。

2009年3月27日で、ラジオなどでの放送は終了。全352回。4月3日からは、毎週金曜日夜にパソコン（ポッドキャスティング）向けに有料配信番組として継続される。
なお、各コーナー毎のタイトルコールは、競馬実況でお馴染みの、中野雷太アナウンサー（同局大阪支社）。

## 現在のコーナー
- 和島英樹の銘柄一本勝負

和島が企業取材を基に、注目銘柄を2社取り上げて解説する。株式報道の公平性に立つ立場から、同局記者が取引時間中の番組を含めて、時間を割いて自身の注目銘柄を解説することは殆ど無いため、この場が唯一とも言える。取り上げた銘柄が、放送翌営業日の寄り付きに高騰、買い気配となることも珍しくない。なお、放送した銘柄を半年毎に集計（3月末、9月末）し、平均上昇率などを分析して、放送及び番組ブログで紹介している。
また、コーナー冒頭では、今週の相場動向や注目のニュースについて振り返り、株主軽視の企業や政府について、和島が鋭い発言をする機会もある。
- ジョインベストExpress de GO!

福永が、提供スポンサー（ジョインベスト証券、2008年4月～）のインターネット取引ソフト「ジョインベストExpress」の機能を解説しながら、テクニカル分析を中心とした投資講座を進めていく。その時々の相場の全体動向を基にした個別銘柄のチャート分析と、チャートの基礎的要素の解説が柱となっている。
- 勝ち組投資家養成講座

和島、福永が、リスナーから寄せられた投資に関する質問に回答する。
また、月1回（原則、第2週）は、毎日新聞社の月刊誌『エコノミスト増刊 投資の達人』と連動して、リスナーの売買記録を分析し、個別銘柄の売買タイミングを、ファンダメンタルとテクニカルの両側面から検証する企画が放送される。
- ウィークエンド・デリバティブ

指数先物・オプション、FX取引のノウハウなどを、前出の「ジョインベストExpress」操作を含めながら解説する。

## 終了したコーナー
- マーケットスピード・マスターへの道

2002年1月～2008年3月までの番組スポンサー、DLJディレクトSFG証券（現・楽天証券）のインターネット取引ソフト「マーケットスピード」の操作を含めながら、福永のチャートなどを基にしたテクニカル分析を展開。前身番組から続くコーナーで、現在は「ジョインベストExpress de GO!」がこれに当たる。
- ウィークエンド・デリバティブ

2004年4月～9月にも、同タイトルで存在したコーナー。この時も、先物・オプション取引などのデリバティブ取引について、福永が解説していた。
- 中国株で儲かっチャイナ

2003年4月4日～2008年3月28日まで放送。中国経済のトピック、今週のマーケット概況、注目銘柄を、T&Cトランスリンク（現・T&Cフィナンシャルリサーチ）のスタッフが解説。